# Turbărie

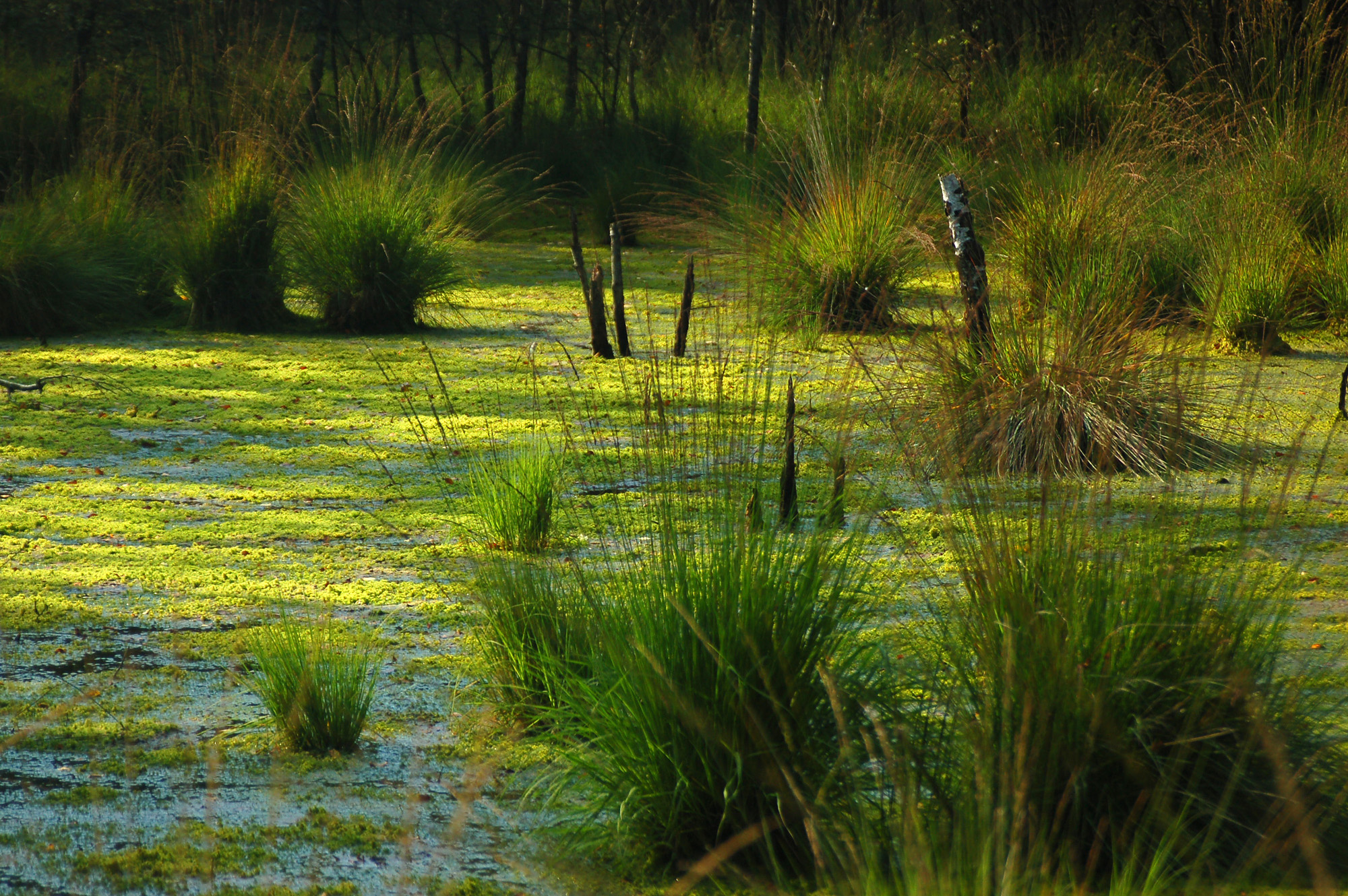
Un smârc în nordul Germaniei

Turbăria (mlaștina, smârcul sau tinovul) este un biotop caracterizat printr-un teren umed mlăștinos, un loc mocirlos (acoperit cu vegetație), un ochi de apă pe un teren mlăștinos. Din punct de vedere al reliefului, turbăria (mlaștina) se formează într-o depresiune de teren, fără scurgere, pe care se adună și stagnează apa într-un strat subțire, deseori nepermanent.
Se deosebesc:
- Turbăria (mlaștina oligotrofă) de  platou și altitudine, situată la o înălțime relativ mare, cu o floră și faună specifică, cu precădere mușchi. În regiune se găsesc depozite de turbă, exploatarea lor și agricultura intensivă periclitând echilibrul ecologic al regiunii. Asemenea regiuni mai mari se pot aminti în Siberia de Vest și Canada.
- Smârcul sau tinovul (mlaștina eutrofă), situată la o altitudine relativ joasă. Acestea sunt situate pe terenuri plane sau ușor concave unde pânza de apă freatică este aproape de suprafață, pe cursurile inferioare ale unor ape curgătoare bogate în meandre sau la gurile lor de vărsare, precum Delta Dunării.